# Pfarrkirche Hintersee
Dekanat Thalgau

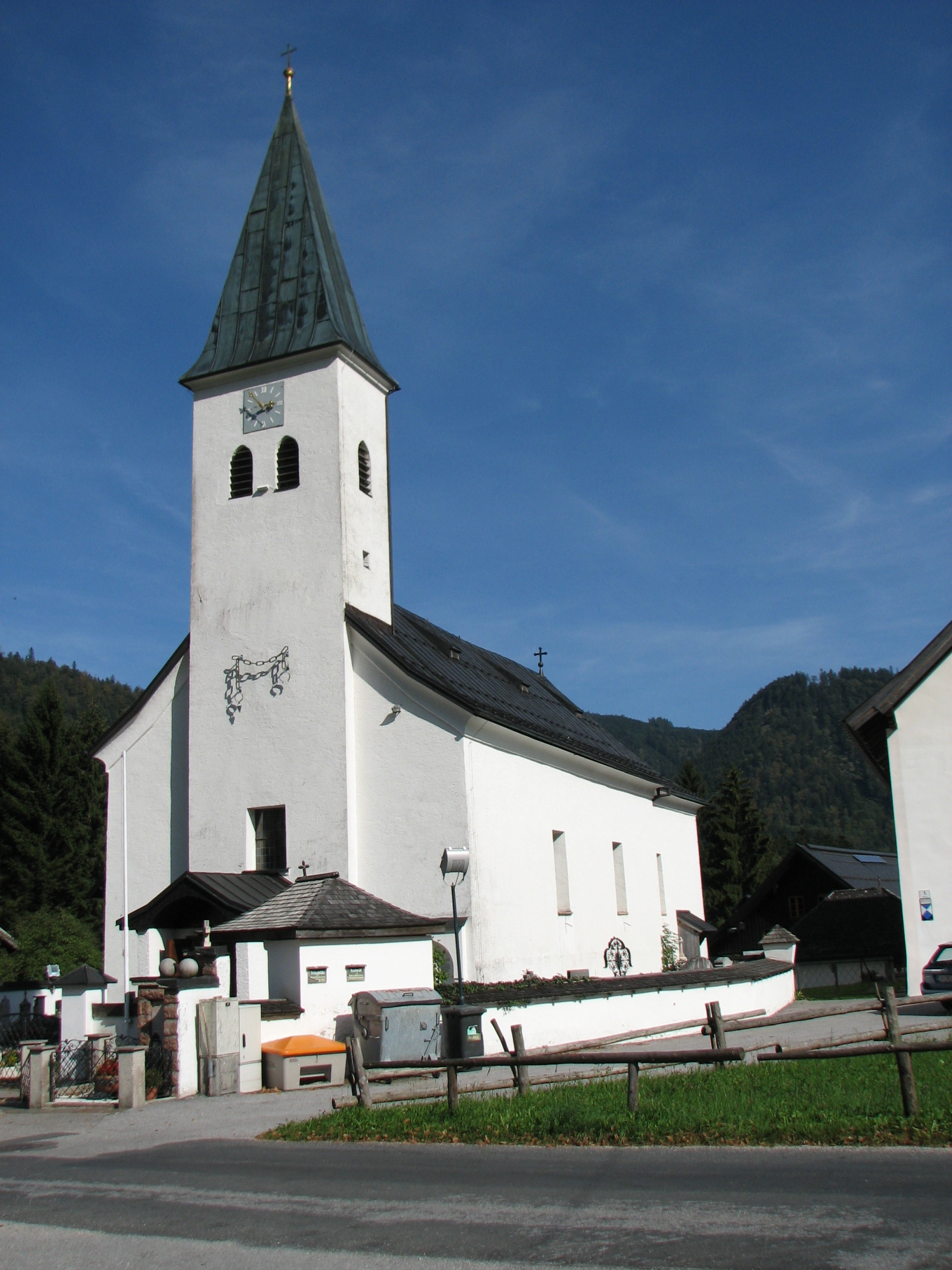
Hinterseer Kirche

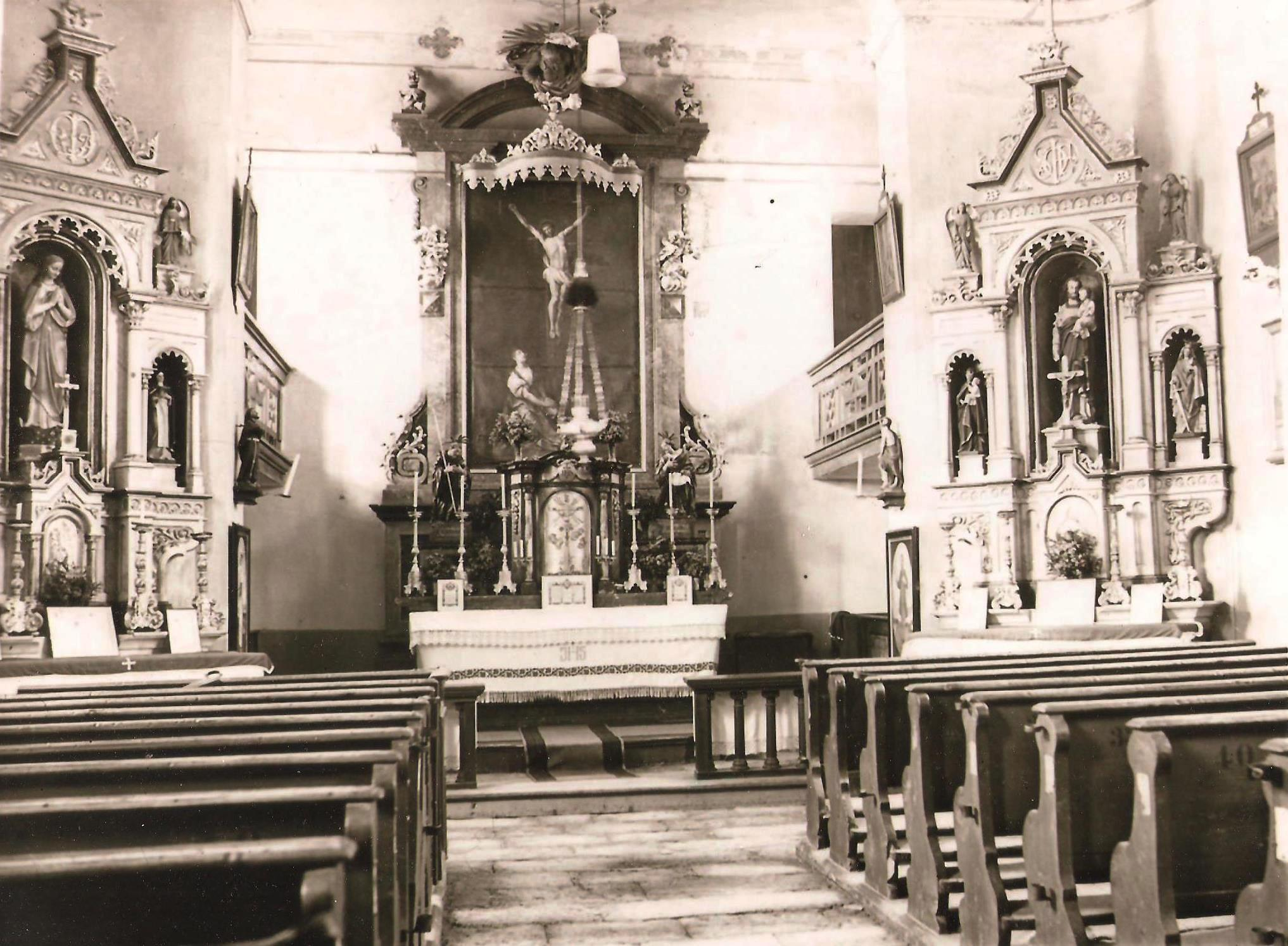
In den 1920er Jahren

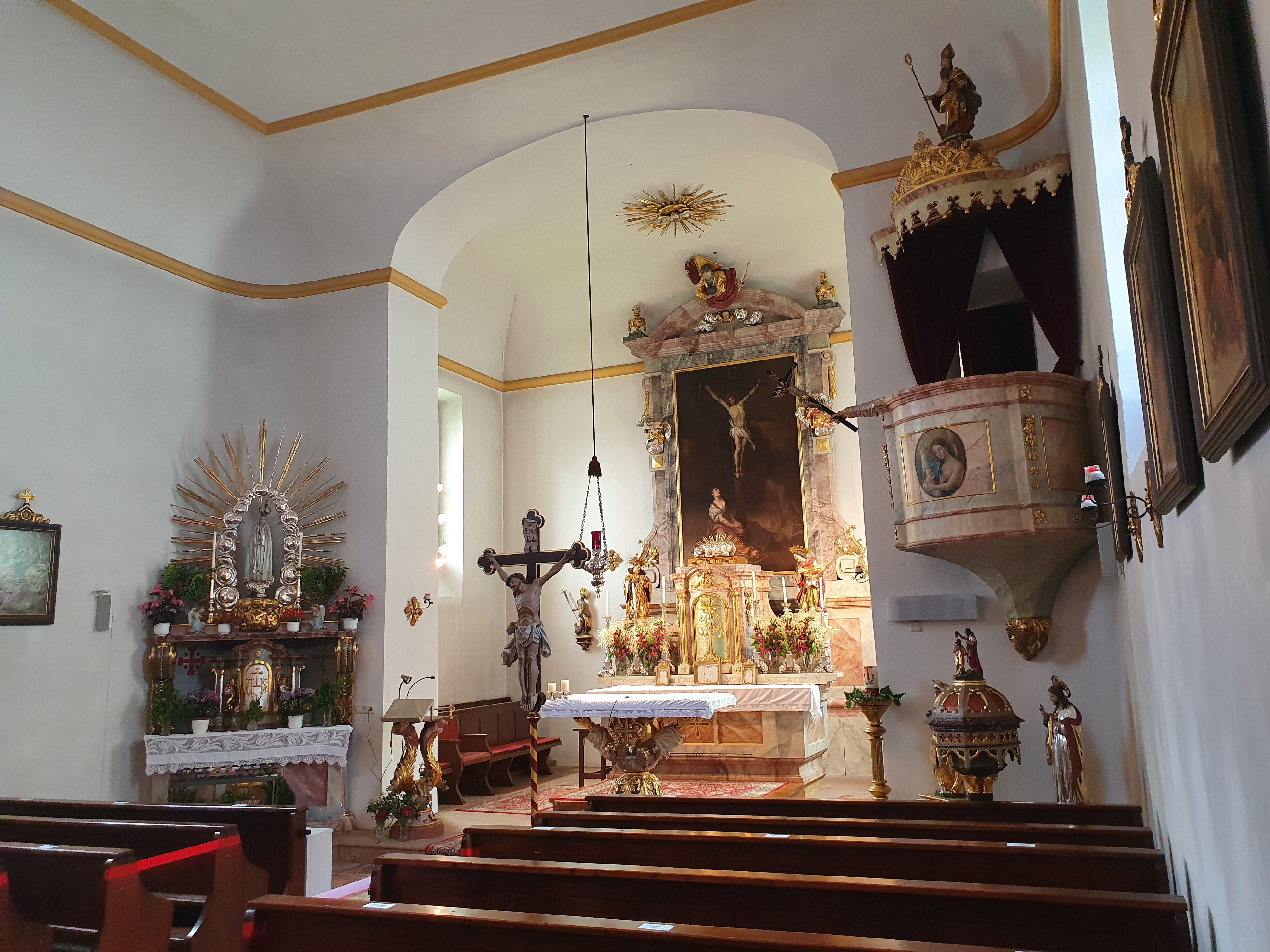
Langhaus mit Spiegeldecke, 2021

Die römisch-katholische Pfarrkirche Hintersee steht etwas erhöht in der Gemeinde Hintersee im Bezirk Salzburg-Umgebung im Land Salzburg. Die dem Patrozinium des hl. Leonhard und hl. Georg unterstellte Pfarrkirche gehört zum Dekanat Thalgau der Erzdiözese Salzburg. Das Patroziniumsfest wird zur Leonhardifahrt, dem 6. November, gefeiert. Die Kirche steht unter Denkmalschutz (Listeneintrag).

## Geschichte
1785 wurde das Vikariat Hintersee errichtet und gleichzeitig auch der Kirchenbau begonnen. Dieser wurde dem Maurermeister Jakob Pogensperger und dem Zimmermeister Mathias Reindl, beide aus Thalgau, übertragen. Die Pfarrerhebung erfolgte im Jahr 1891.

## Architektur
Die spätbarocke Saalkirche mit einem Westturm ist von einem ummauerten Friedhof mit einem Pfeilertor umgeben. Die Aufbahrungshalle entstand um 1975. Der Pfarrhof, im Kern um  als zweigeschoßiger Bau steht südlich der Kirche.
Die ursprüngliche Kirche ist eine flachgedeckte einschiffige Anlage mit einem eingezogenen rechteckigem Chor und daran angebauter doppelgeschoßigen Sakristei, die in dieser Form erhalten ist. Das Mauerwerk besteht aus verputzen Bruchsteinen und Ziegel und ist nach oben mit einem Hohlkehlgesims abgeschlossen. In das Langhaus mit Dreiecksgiebelfront ist, leicht vorspringend, der Turm eingebaut. Dieser war im oberen Teil aus Holz gebaut, hatte vier Schalllöcher, trug zwei quadratische Zifferblätter und war bis zum Erdboden mit Holzschindeln verkleidet. Seit seiner Umgestaltung ist er gemauert, hat sechs Schalllöcher und trägt einen höheren Helm, der mit Kupferblech gedeckt ist.
Das Kircheninnere zeigt im Langhaus eine gekehlte Flachdecke mit einem Stuckrahmen, einen eingezogenen segmentbogigen Triumphbogen und eine Empore auf Holzsäulen.

## Einrichtung
Das Hochaltarbild (um 1785) stammt von Franz Nikolaus Streicher (1738–1811) und stellt Maria Magdalena dar, die das Kreuz im lebhaftesten Ausdrucke der Schmerzen umfasst. Der Hochaltar selbst, um 1785 vom Bildhauer Andrä Altmann aus Neumarkt am Wallersee geschaffen, besteht aus marmoriertem Holz und ist über der Tür zur Sakristei an der Wand befestigt, die passend beidseits mit Postamenten versehen ist. Das große Altarblatt wird von zwei nach unten gerollten Pilastern gerahmt, die oben in einem geraden Gesims plus einem flachbogigen Giebel enden, auf dem zwei Flammenurnen stehen. Mittig ganz oben ist als Halbfigur Gottvater, an den Pilastern zwei kniende Engel.
Vor dem Wandaufbau mit Sakristeitür und Altarbild befindet sich eine freistehende Mensa, auf dem ein großes Tabernakel situiert ist. Die Tabernakeltür trägt ein Kruzifix als Relief, darüber das Monogramm Jesu (IHS) und das Apokalyptische Lamm auf dem Buch mit sieben Siegeln, daneben zwei Säulchen und klassizistische Ornamente, seitlich die hll. Leonhard und Florian in anbetender Haltung.
Es gibt drei Glocken. Eine Glocke goss 1788 Johann Baptist Oberascher.